# Список птиц Израиля
Список птиц Израиля включает около 545 видов. Среди них исчезнувшие (страус, бурый рыбный филин), редкие (138 видов), интродуцированные (ожереловый попугай Крамера, попугай-монах, обыкновенная майна, камбоджийский скворец, малабарская амадина) и нуждающиеся в международной охране виды (14 видов).

## ОтрядСтраусообразные(Struthioniformes)

### СемействоСтраусовые(Struthionidae)
Исчезло с территории Израиля в 1920-х годах. В настоящее время разводятся в контролируемых условиях, на страусовых фермах. Также делаются попытки вернуть их в дикую природу; так, в 2005 году в заповеднике в Негеве было выпущено на волю стадо примерно в сто голов.
- Страус (Struthio camelus) (Struthio camelus molybdophanes) — Подвид S. c. molybdophanes, в настоящее время водящийся только в Эфиопии, северной Кении и Сомали, иногда выделяют в отдельный вид — сомалийский страус.

## ОтрядГагарообразные(Gaviiformes)

### СемействоГагаровые(Gaviidae)
- Gavia stellata — Краснозобая гагара
- Gavia arctica — Чернозобая гагара

## ОтрядПоганкообразные(Podicipediformes)

### СемействоПоганковые(Podicipedidae)
- Tachybaptus ruficollis — Малая поганка
- Podiceps cristatus — Большая поганка
- Podiceps auritus — Красношейная поганка
- Podiceps griseigena — Серощёкая поганка
- Podiceps nigricollis — Черношейная поганка

## ОтрядБуревестникообразные(Procellariiformes)

### СемействоАльбатросовые(Diomedeidae)
- Thalassarche cauta — Белошапочный альбатрос — был обнаружен единственный раз в 1981 году.[3]

### СемействоБуревестниковые(Procellariidae)
- Pterodroma incerta — Тайфунник Шлегеля
- Pterodroma mollis — Мягкопёрый тайфунник
- Pterodroma feae — Зеленомысский мягкопёрый тайфунник
- Calonectris leucomelas — Пестролицый буревестник
- Calonectris diomedea — Средиземноморский буревестник
- Puffinus carneipes — Бледноногий буревестник
- Puffinus gravis — Большой пестробрюхий буревестник
- Puffinus griseus — Серый буревестник
- Puffinus puffinus — Обыкновенный буревестник
- Puffinus mauretanicus — Балеарский буревестник
- Puffinus yelkouan — Левантский буревестник
- Puffinus assimilis — Малый буревестник
- Puffinus lherminieri — Тёмный буревестник
- Puffinus persicus — Персидский буревестник

### СемействоКачурковые(Hydrobatidae)
- Oceanites oceanicus — Качурка Вильсона
- Hydrobates pelagicus — Британская качурка
- Oceanodroma castro — Мадейрская качурка
- Oceanodroma leucorhoa — Северная качурка
- Oceanodroma monorhis — Вилохвостая качурка

## ОтрядФаэтонообразные(Phaethontiformes)

### СемействоФаэтоновые(Phaethontidae)
- Phaethon aethereus — Красноклювый фаэтон

## ОтрядПеликанообразные(Pelecaniformes)

### СемействоПеликановые
- Pelecanus crispus — Кудрявый пеликан
- Pelecanus onocrotalus — Розовый пеликан
- Pelecanus rufescens — Розовоспинный пеликан

### СемействоЦаплевые(Ardeidae)
- Ardea cinerea — Серая цапля
- Ardea melanocephala — Черношейная цапля
- Ardea goliath — Цапля-голиаф
- Ardea purpurea — Рыжая цапля
- Ardea alba — Большая белая цапля
- Egretta ardesiaca — Чёрная цапля
- Egretta intermedia — Средняя белая цапля
- Egretta gularis — Береговая цапля
- Egretta garzetta — Малая белая цапля
- Ardeola ralloides — Жёлтая цапля
- Bubulcus ibis — Египетская цапля
- Зелёная кваква — Butorides striata
- Nycticorax nycticorax — Обыкновенная кваква
- Botaurus stellaris — Большая выпь

### СемействоИбисовые(Threskiornithidae)
- Лесной ибис (Geronticus eremita)
- Каравайка (Plegadis falcinellus)
- Обыкновенная колпица (Platalea leucorodia)

## ОтрядОлушеобразные(Suliformes)

### СемействоФрегаты(Fregatidae)
- Fregata ariel — Фрегат Ариель

### СемействоОлушевые(Sulidae)
- Morus bassanus — Северная олуша
- Sula dactylatra — Голуболицая олуша
- Sula leucogaster — Бурая олуша

### СемействоБаклановые(Phalacrocoracidae)
- Phalacrocorax carbo — Большой баклан
- Phalacrocorax aristotelis — Хохлатый баклан
- Phalacrocorax pygmaeus — Малый баклан

### СемействоЗмеешейковые(Anhingidae)
- Anhinga melanogaster — Индийская змеешейка

## ОтрядАистообразные(Ciconiiformes)

### СемействоАистовые(Ciconiidae)
- Африканский клювач (Mycteria ibis)
- Африканский марабу (Leptoptilos crumeniferus)
- Белый аист (Ciconia ciconia)
- Чёрный аист (Ciconia nigra)

## ОтрядФламингообразные(Phoenicopteriformes)

### СемействоФламинговые(Phoenicopteridae)
- Phoenicopterus roseus — Обыкновенный фламинго

## ОтрядГусеобразные(Anseriformes)

### СемействоУтиные(Anatidae)
- Dendrocygna javanica
- Cygnus olor
- Cygnus cygnus
- Cygnus columbianus
- Anser albifrons
- Anser erythropus
- Anser anser
- Branta ruficollis
- Alopochen aegyptiacus
- Tadorna ferruginea
- Tadorna tadorna
- Anas penelope
- Anas strepera
- Anas crecca
- Anas capensis
- Anas platyrhynchos
- Anas acuta
- Anas erythrorhyncha
- Anas querquedula
- Anas clypeata
- Marmaronetta angustirostris
- Netta rufina
- Netta erythrophthalma
- Aythya ferina
- Aythya nyroca
- Aythya fuligula
- Aythya marila
- Somateria mollissima
- Clangula hyemalis
- Melanitta fusca
- Bucephala clangula
- Mergellus albellus
- Mergus serrator
- Mergus merganser
- Oxyura leucocephala

## ОтрядЯстребообразные(Accipitriformes)

### СемействоСкопиные(Pandionidae)
- Pandion haliaetus — Скопа

### СемействоЯстребиные(Accipitridae)
- Pernis apivorus — Осоед
- Pernis ptilorhynchus — Хохлатый осоед
- Elanus caeruleus
- Milvus milvus
- Milvus migrans
- Haliaeetus albicilla
- Gypaetus barbatus
- Neophron percnopterus
- Gyps fulvus
- Aegypius monachus
- Torgos tracheliotus
- Змееяд  (Circaetus gallicus) — гнездящийся, пролетный и зимующий вид [4]
- Terathopius ecaudatus
- Circus aeruginosus
- Circus cyaneus
- Circus macrourus
- Circus pygargus
- Melierax metabates
- Accipiter badius
- Accipiter brevipes
- Accipiter nisus
- Accipiter gentilis
- Обыкновенный канюк (Buteo buteo) — гнездящийся, пролетный и зимующий вид
- Курганник (Buteo rufinus) — гнездящийся, пролетный и зимующий вид
- Мохноногий канюк (Buteo lagopus) — редкий залётный вид
- Aquila pomarina
- Aquila clanga
- Aquila rapax
- Aquila nipalensis
- Aquila heliaca
- Aquila chrysaetos
- Aquila verreauxii
- Aquila fasciatus
- Aquila pennatus

## ОтрядСоколообразные(Falconiformes)

### СемействоСоколиные(Falconidae)
- Falco naumanni — Степная пустельга
- Falco tinnunculus — Обыкновенная пустельга
- Falco vespertinus — Кобчик
- Falco eleonorae — Чеглок Элеоноры
- Falco concolor — Серебристый чеглок
- Falco columbarius — Дербник
- Falco subbuteo — Чеглок
- Falco biarmicus — Средиземноморский сокол
- Falco cherrug — Балобан
- Falco pelegrinoides — Шахин
- Falco peregrinus — Сапсан

## ОтрядКурообразные(Galliformes)

### СемействоФазановые(Phasianidae)
- Alectoris chukar — Азиатский кеклик
- Ammoperdix heyi
- Francolinus francolinus — Турач
- Coturnix coturnix — Обыкновенный перепел

## ОтрядЖуравлеобразные(Gruiformes)

### СемействоЖуравлиные(Gruidae)
- Anthropoides virgo — Журавль-красавка
- Grus grus — Серый журавль

### СемействоПастушковые(Rallidae)
- Rallus aquaticus — Водяной пастушок
- Crex crex — Коростель
- Zapornia parva — Малый погоныш
- Zapornia pusilla — Погоныш-крошка
- Porzana porzana — Погоныш
- Porphyrio porphyrio — Султанка
- Gallinula chloropus — Камышница
- Fulica atra — Лысуха

## ОтрядДрофообразные(Otidiformes)

### СемействоДрофиные(Otididae)
- Otis tarda — Дрофа
- Tetrax tetrax — Стрепет
- Chlamydotis macqueenii — Вихляй

## ОтрядРжанкообразные(Charadriiformes)

### СемействоЦветные бекасы(Rostratulidae)
- Rostratula benghalensis — Цветной бекас

### СемействоРачьи ржанки(Dromadidae)
- Dromas ardeola — Рачья ржанка

### СемействоЧайковые(Laridae)
- Белоглазая чайка (Larus leucophthalmus)
- Сизая чайка (Larus canus)
- Чайка Одуэна (Larus audouinii)
- Морская чайка (Larus marinus)
- Бургомистр (птица) (Larus hyperboreus)
- Серебристая чайка (Larus argentatus)
- Клуша (Larus fuscus)
- Восточная клуша (Larus heuglini)
- Хохотунья (Larus cachinnans)
- Армянская чайка (Larus armenicus)
- Средиземноморская чайка (Larus michahellis)
- Черноголовый хохотун (Larus ichthyaetus)
- Буроголовая чайка (Larus brunnicephalus)
- Сероголовая чайка (Larus cirrocephalus)
- Морской голубок (Larus genei)
- Черноголовая чайка (Larus melanocephalus)
- Франклинова чайка (Larus pipixcan)
- Малая чайка (Larus minutus)
- Озёрная чайка (Larus ridibundus)
- Вилохвостая чайка (Xema sabini)
- Моевка (Rissa tridactyla)
- Rynchops flavirostris — Африканский водорез
- Sterna nilotica
- Sterna caspia
- Sterna bengalensis
- Sterna sandvicensis
- Sterna bergii
- Sterna dougallii
- Sterna hirundo
- Sterna paradisaea
- Sterna albifrons
- Sterna saundersi
- Sterna repressa
- Sterna anaethetus
- Sterna fuscata
- Chlidonias hybridus
- Chlidonias leucopterus
- Chlidonias niger

### СемействоКулики-сороки(Haematopodidae)
- Haematopus ostralegus — Кулик-сорока

### СемействоШилоклювковые(Recurvirostridae)
- Himantopus himantopus — Ходулочник
- Recurvirostra avosetta — Шилоклювка

### СемействоАвдотковые(Burhinidae)
- Burhinus oedicnemus — Обыкновенная авдотка

### СемействоТиркушковые(Glareolidae)
- Cursorius cursor
- Glareola pratincola — Луговая тиркушка
- Glareola maldivarum — Восточная тиркушка
- Glareola nordmanni — Степная тиркушка

### СемействоРжанковые(Charadriidae)
- Vanellus vanellus
- Vanellus spinosus
- Vanellus tectus
- Vanellus indicus
- Vanellus gregarius
- Vanellus leucurus
- Pluvialis fulva
- Pluvialis apricaria
- Pluvialis squatarola
- Charadrius hiaticula
- Charadrius dubius
- Charadrius pecuarius
- Charadrius alexandrinus
- Charadrius mongolus
- Charadrius leschenaultii
- Charadrius asiaticus
- Charadrius morinellus

### СемействоБекасовые(Scolopacidae)
- Scolopax rusticola
- Lymnocryptes minimus
- Gallinago stenura
- Gallinago media
- Gallinago gallinago
- Limnodromus scolopaceus
- Limosa limosa
- Limosa lapponica
- Numenius phaeopus
- Numenius tenuirostris
- Numenius arquata
- Tringa erythropus
- Tringa totanus
- Tringa stagnatilis
- Tringa nebularia
- Tringa flavipes
- Tringa ochropus
- Tringa glareola
- Xenus cinereus
- Actitis hypoleucos
- Arenaria interpres
- Calidris tenuirostris
- Calidris canutus
- Calidris alba
- Calidris pusilla
- Calidris ruficollis
- Calidris minuta
- Calidris temminckii
- Calidris subminuta
- Calidris fuscicollis
- Calidris bairdii
- Calidris melanotos
- Calidris ferruginea
- Calidris alpina
- Limicola falcinellus
- Philomachus pugnax
- Phalaropus lobatus
- Phalaropus fulicarius

### СемействоПоморниковые(Stercorariidae)
- Stercorarius maccormicki
- Stercorarius skua
- Stercorarius pomarinus
- Stercorarius parasiticus
- Stercorarius longicaudus

## ОтрядРябкообразные(Pteroclidiformes)

### СемействоРябковые(Pteroclidae)
- Pterocles alchata — Белобрюхий рябок
- Pterocles senegallus — Пустынный рябок
- Pterocles orientalis — Чернобрюхий рябок
- Pterocles coronatus — Рыжешапочный рябок
- Pterocles lichtensteinii — Рябок Лихтенштейна

## ОтрядГолубеобразные(Columbiformes)

### СемействоГолубиные(Columbidae)
- Columba livia — Сизый голубь
- Columba oenas — Клинтух
- Columba palumbus — Вяхирь
- Streptopelia turtur — Обыкновенная горлица
- Streptopelia orientalis — Большая горлица
- Streptopelia decaocto — Кольчатая горлица
- Streptopelia roseogrisea — Дикая смеющаяся горлица
- Spilopelia senegalensis — Малая горлица
- Oena capensis — Капская горлица

## ОтрядПопугаеобразные(Psittaciformes)

### СемействоПопугаевые(Psittacidae)
- Psittacula krameri — Индийский кольчатый попугай
- Myiopsitta monachus — Калита

## ОтрядКукушкообразные(Cuculiformes)

### СемействоКукушковые(Cuculidae)
- Clamator glandarius — Хохлатая кукушка
- Cuculus canorus — Обыкновенная кукушка
- Cuculus optatus — Глухая кукушка
- Chrysococcyx caprius — Бронзовая кукушка

## ОтрядСовообразные(Strigiformes)

### СемействоСипуховые(Tytonidae)
- Tyto alba — Обыкновенная сипуха

### СемействоСовиные(Strigidae)
- Otus brucei — Буланая совка
- Otus senegalensis — Африканская совка
- Otus scops — Сплюшка
- Otus sunia — Восточная совка
- Bubo bubo — Филин
- Bubo ascalaphus — Фараонов филин
- Ketupa zeylonensis — Бурый рыбный филин
- Strix aluco — Серая неясыть
- Strix butleri — Бледная неясыть
- Athene noctua — Домовый сыч
- Asio otus — Ушастая сова
- Asio flammeus — Болотная сова

## ОтрядКозодоеобразные(Caprimulgiformes)

### СемействоНастоящие козодои(Caprimulgidae)
- Caprimulgus europaeus — Обыкновенный козодой
- Caprimulgus aegyptius — Буланый козодой
- Caprimulgus nubicus — Нубийский козодой

## ОтрядСтрижеобразные(Apodiformes)

### СемействоСтрижиные(Apodidae)
- Tachymarptis melba — Белобрюхий стриж
- Apus apus — Чёрный стриж
- Apus pallidus — Бледный стриж
- Apus affinis — Малый стриж

## ОтрядРакшеобразные(Coraciiformes)

### СемействоЗимородковые(Alcedinidae)
- Alcedo atthis — Обыкновенный зимородок
- Halcyon smyrnensis — Красноклювая альциона
- Ceryle rudis — Малый пегий зимородок

### СемействоЩурковые(Meropidae)
- Merops orientalis — Малая зелёная щурка
- Merops persicus — Зелёная щурка
- Merops apiaster — Золотистая щурка

### СемействоСизоворонковые(Coraciidae)
- Coracias garrulus — Сизоворонка

## ОтрядПтицы-носороги(Bucerotiformes)

### СемействоУдодовые(Upupidae)
- Upupa epops — Удод

## ОтрядДятлообразные(Piciformes)

### СемействоДятловые(Picidae)
- Jynx torquilla — Вертишейка
- Dendrocopos syriacus — Сирийский дятел

## ОтрядВоробьинообразные(Passeriformes)

### СемействоЖаворонковые(Alaudidae)
- Eremopterix nigriceps — Белолобый воробьиный жаворонок
- Eremopterix signata — Пятнистый воробьиный жаворонок
- Ammomanes cinctura
- Ammomanes deserti — Пустынный жаворонок
- Alaemon alaudipes — Большой удодовый жаворонок
- Ramphocoris clotbey
- Melanocorypha calandra
- Melanocorypha bimaculata
- Calandrella brachydactyla
- Calandrella acutirostris
- Calandrella rufescens
- Eremalauda dunni
- Galerida cristata
- Lullula arborea
- Alauda arvensis
- Alauda gulgula
- Eremophila alpestris
- Eremophila bilopha

### СемействоЛасточковые(Hirundinidae)
- Riparia riparia
- Riparia paludicola
- Ptyonoprogne rupestris
- Ptyonoprogne fuligula
- Hirundo rustica
- Hirundo aethiopica
- Cecropis daurica
- Delichon urbica

### СемействоТрясогузковые(Motacillidae)
- Motacilla alba
- Motacilla citreola
- Motacilla flava
- Motacilla cinerea
- Anthus richardi
- Anthus campestris
- Anthus godlewskii
- Anthus similis
- Anthus trivialis
- Anthus hodgsoni
- Anthus pratensis
- Anthus cervinus
- Anthus spinoletta
- Anthus rubescens

### СемействоБюльбюлевые(Pycnonotidae)
- Pycnonotus xanthopygos
- Pycnonotus leucogenys

### СемействоКорольковые(Regulidae)
- Regulus regulus — Желтоголовый королёк

### СемействоСвиристелевые(Bombycillidae)
- Bombycilla garrulus — Обыкновенный свиристель

### СемействоСорокопутовые свиристели(Hypocoliidae)
- Hypocolius ampelinus — Сорокопутовый свиристель

### СемействоКрапивниковые(Troglodytidae)
- Troglodytes troglodytes — Крапивник

### СемействоЗавирушковые(Prunellidae)
- Prunella collaris — Альпийская завирушка
- Prunella ocularis — Пёстрая завирушка
- Prunella atrogularis — Черногорлая завирушка
- Prunella modularis — Лесная завирушка

### СемействоДроздовые(Turdidae)
- Monticola saxatilis
- Monticola solitarius
- Turdus torquatus
- Turdus merula
- Turdus obscurus
- Turdus ruficollis
- Turdus naumanni
- Turdus pilaris
- Turdus iliacus
- Turdus philomelos
- Turdus viscivorus

### СемействоЦистиколовые(Cisticolidae)
- Cisticola juncidis
- Scotocerca inquieta
- Prinia gracilis

### СемействоШирококрылые камышёвки(Cettiidae)
- Cettia cetti

### СемействоСверчковые(Locustellidae)
- Locustella naevia
- Locustella certhiola
- Locustella fluviatilis
- Locustella luscinioides

### СемействоКамышовковые(Acrocephalidae)
- Acrocephalus melanopogon
- Acrocephalus schoenobaenus
- Acrocephalus agricola
- Acrocephalus scirpaceus
- Acrocephalus dumetorum
- Acrocephalus palustris
- Acrocephalus arundinaceus
- Acrocephalus orientalis
- Acrocephalus stentoreus
- Acrocephalus griseldis
- Hippolais caligata
- Hippolais pallida
- Hippolais languida
- Hippolais olivetorum
- Hippolais icterina

### СемействоПеночковые(Phylloscopidae)
- Phylloscopus trochilus — Пеночка-весничка
- Phylloscopus collybita — Пеночка-теньковка
- Phylloscopus sindianus — Горная теньковка
- Phylloscopus orientalis — Белобрюхая пеночка
- Phylloscopus sibilatrix — Пеночка-трещотка
- Phylloscopus fuscatus — Бурая пеночка
- Phylloscopus schwarzi — Толстоклювая пеночка
- Phylloscopus proregulus — Корольковая пеночка
- Phylloscopus inornatus — Пеночка-зарничка
- Phylloscopus humei — Тусклая зарничка
- Phylloscopus trochiloides — Зелёная пеночка

### СемействоСлавковые(Sylviidae)
- Sylvia atricapilla
- Sylvia borin
- Sylvia communis
- Sylvia curruca
- Sylvia nana
- Sylvia nisoria
- Sylvia crassirostris
- Sylvia leucomelaena
- Sylvia rueppelli
- Sylvia cantillans
- Sylvia melanocephala
- Sylvia melanothorax
- Sylvia mystacea
- Sylvia conspicillata

### СемействоМухоловковые(Muscicapidae)
- Muscicapa striata
- Ficedula hypoleuca
- Ficedula albicollis
- Ficedula semitorquata
- Ficedula parva
- Erithacus rubecula
- Luscinia luscinia
- Luscinia megarhynchos
- Luscinia svecica
- Tarsiger cyanurus
- Irania gutturalis
- Cercotrichas galactotes
- Cercotrichas podobe
- Phoenicurus erythronota
- Phoenicurus ochruros
- Phoenicurus phoenicurus
- Saxicola maura
- Saxicola rubetra
- Saxicola rubicola
- Saxicola caprata
- Oenanthe leucopyga
- Oenanthe monacha
- Oenanthe leucura
- Oenanthe oenanthe
- Oenanthe lugens
- Oenanthe finschii
- Oenanthe picata
- Oenanthe moesta
- Oenanthe pleschanka
- Oenanthe cypriaca
- Oenanthe hispanica
- Oenanthe xanthoprymna
- Oenanthe deserti
- Oenanthe isabellina
- Чернохвостый скромный чекан, Oenanthe melanura

### СемействоКустарницевые(Leiothrichidae)
- Argya squamiceps — Арабская дроздовая тимелия

### СемействоУсатые синицы(Panuridae)
- Panurus biarmicus — Усатая синица

### СемействоСиницевые(Paridae)
- Poecile lugubris — Средиземноморская гаичка
- Periparus ater — Московка
- Parus major — Большая синица

### СемействоПоползневые(Sittidae)
- Sitta europaea — Обыкновенный поползень
- Sitta neumayer — Малый скалистый поползень

### СемействоTichodromidae
- Tichodroma muraria — Стенолаз

### СемействоРемезовые(Remizidae)
- Remiz pendulinus — Обыкновенный ремез

### СемействоНектарницевые(Nectariniidae)
- Cinnyris osea — Палестинская нектарница

### СемействоИволговые(Oriolidae)
- Oriolus oriolus — Обыкновенная иволга

### СемействоСорокопутовые(Laniidae)
- Lanius collurio — Обыкновенный жулан
- Lanius isabellinus — Буланый жулан
- Lanius schach — Длиннохвостый сорокопут
- Lanius meridionalis — Пустынный сорокопут
- Lanius minor — Чернолобый сорокопут
- Lanius nubicus — Маскированный сорокопут
- Lanius senator — Красноголовый сорокопут

### СемействоВрановые(Corvidae)
- Garrulus glandarius — Сойка
- Pica pica — Сорока
- Pyrrhocorax pyrrhocorax — Клушица
- Pyrrhocorax graculus — Альпийская галка
- Corvus monedula — Галка
- Corvus splendens — Блестящий ворон
- Corvus frugilegus — Грач
- Corvus ruficollis — Пустынный буроголовый ворон
- Corvus rhipidurus — Щетинистая ворона
- Corvus corax — Ворон
- Corvus cornix — Серая ворона

### СемействоСкворцовые(Sturnidae)
- Acridotheres tristis — Обыкновенная майна
- Acridotheres burmannicus — Камбоджийский скворец
- Pastor roseus — Розовый скворец
- Sturnus vulgaris — Обыкновенный скворец
- Onychognathus tristramii — Тристрамов длиннохвостый скворец

### СемействоВьюрковые ткачики(Estrildidae)
- Euodice malabarica — Малабарская амадина

### СемействоОвсянковые(Emberizidae)
- Emberiza citrinella — Обыкновенная овсянка
- Emberiza leucocephalos — Белошапочная овсянка
- Emberiza cia — Горная овсянка
- Emberiza cineracea — Серая овсянка
- Emberiza hortulana — Садовая овсянка
- Emberiza caesia — Красноклювая овсянка
- Emberiza striolata — Пёстрая овсянка
- Emberiza pusilla — Овсянка-крошка
- Emberiza rustica — Овсянка-ремез
- Emberiza aureola — Дубровник
- Emberiza melanocephala — Черноголовая овсянка
- Emberiza bruniceps — Жёлчная овсянка
- Emberiza schoeniclus — Тростниковая овсянка
- Emberiza calandra — Просянка

### СемействоВьюрковые(Fringillidae)
- Fringilla coelebs
- Fringilla montifringilla
- Carpodacus erythrinus
- Carpodacus synoicus
- Loxia curvirostra
- Carduelis chloris
- Carduelis spinus
- Carduelis carduelis
- Carduelis cannabina
- Serinus pusillus
- Serinus serinus
- Serinus syriacus
- Coccothraustes coccothraustes
- Rhodopechys sanguinea
- Bucanetes githaginea
- Rhodospiza obsoleta

### СемействоВоробьиные(Passeridae)
- Passer domesticus
- Passer hispaniolensis
- Passer moabiticus
- Passer montanus
- Petronia xanthocollis
- Petronia petronia
- Carpospiza brachydactyla